# یژی ژووافسکی
یژی ژووافسکی (لهستانی: Jerzy Żuławski؛ ‏ Polish: [ˈjɛʐɨ ʐuˈwafski]; ۱۴ ژوئیهٔ ۱۸۷۴ – ۹ اوت ۱۹۱۵) یک شاعر، نویسنده، فیلسوف، ملی‌گرا و کوهنورد اهل لهستان بود. امروزه جایزه‌ای به نام و یادبود او برای بهترین آثار علمی-تخیلی اهدا می‌شود.
از فیلم‌ها یا مجموعه‌های تلویزیونی که وی در آن‌ها نقش داشته است، می‌توان به بر گوی نقره‌ای اشاره نمود.